# Madhouse
Madhouse (japonsky 株式会社マッドハウス, Kabušiki gaiša Maddohausu) je japonské anime studio, založené na počátku 70. let 20. století bývalými animátory z Muši Production: Masao Marujamou, Osamu Dezakim, Rintaróem a Jošiakim Kawadžirim. 
Mezi jejich nejznámější anime patří například Death Note nebo Trigun.

## Tvorba

### Televizní seriály

#### 1973–2000
- Ace o nerae! (1973-1974) – v koprodukci se studiem Tokyo Movie
- Ganba no bóken (1975) – v koprodukci se studiem Tokyo Movie
- Jetter Mars (1977) – v koprodukci se studiem Tóei Animation
- Ienakiko (1977–1978) – v koprodukci se studiem Tokyo Movie
- Ostrov pokladů (1978–1979) – v koprodukci se studiem Tokyo Movie
- Galactic Patrol Lensman (1984–1985)
- Yawara! (1989–1992)
- DNA² (1994) – v koprodukci se studiem Deen
- Azuki-čan (1995–1998)
- Trigun (1998)
- Cardcaptor Sakura (1998–2000)
- Master Keaton (1998–2000)
- Bomberman B-Daman Bakugaiden (1998–1999)
- Super Doll Licca-čan (1998–1999)
- Pet Shop of Horrors (1999)
- Džúbei-čan: Lovely gantai no himicu (1999)
- Di Gi Charat (1999–2001)
- Alexander senki (1999)
- Mahó cukai tai! (1999)
- B-daman bakugaiden V (1999–2000)
- Boogiepop wa warawanai: Boogiepop Phantom (2000)
- Kazemakase Cukikage Ran (2000)
- Hidamari no ki (2000)
- Sakura taisen (2000)
- Hadžime no ippo (2000–2002)

#### 2001–2010
- Beyblade (2001)
- Galaxy Angel (2001–2004)
- Gakuen senki Murjó (2001)
- Chance: Triangle Session (2001)
- Mahó šódžo Neko Taruto (2001)
- X (2001–2002)
- Aquarian Age: Sign for Evolution (2002)
- Chobits (2002)
- Abenobaši mahó šótengai (2002)
- Pita-ten (2002)
- Dragon Drive (2002–2003)
- Hanada šónen ši (2002–2003)
- Panjo panjo Di Gi Charat (2002)
- Rizelmine (2002) – v koprodukci se studiem Imagin
- Honó no Mirage (2002)
- Džúbei ninpúčó: Rjúhógjoku-hen (2003)
- Texhnolyze (2003)
- Gungrave (2003–2004)
- Gunslinger Girl (2003–2004)
- Mudžin wakusei Survive (2003–2004) – v koprodukci se studiem Telecom Animation Film
- Di Gi Charat njo! (2003–2004)
- Gokusen (2004)
- Džúbei-čan 2: Syberia Jagjú no gjakušú (2004)
- Paranoia Agent (2004)
- Tendžó tenge (2004)
- Monster (2004–2005)
- Beck: Mongolian Chop Squad (2004–2005)
- Sweet Valerian (2004)
- Ičigo 100% (2005)
- Tóhai densecu Akagi: Jami ni maiorita tensai (2005–2006)
- Paradise Kiss (2005)
- Oku-sama wa džoši kósei (2005)
- Kiba (2006–2007)
- Strawberry Panic! (2006)
- Nana (2006–2007)
- Saiunkoku monogatari (2006–2008)
- Black Lagoon (2006)
- Jume cukai (2006)
- Otogi-džúši akazukin (2006–2007)
- Kemonozume (2006)
- Taijó no mokuširoku (2006)
- Death Note (2006–2007)
- Tokyo Tribe 2 (2006–2007)
- Claymore (2007)
- Oh! Edo Rocket (2007)
- Kaibucu ódžo (2007)
- Dennó Coil (2007)
- Devil May Cry (2007)
- Šigurui (2007)
- Tobaku mokuširoku Kaidži (2007–2008)
- Madžin tantei Nógami Neuro (2007–2008)
- Mokke (2007–2008)
- MapleStory (2007–2008)
- Ani*Kuri15 (animované epizody) (2007–2008)
- Chi's Sweet Home (2008–2009)
- Allison & Lillia (2008)
- Kamen no Maid Guy (2008)
- Himicu: The Revelation (2008)
- Kaiba (2008)
- Ultraviolet: Code 044 (2008)
- Casshern Sins (2008–2009)
- Kurozuka (2008)
- Mórjó no hako (2008)
- One Outs (2008–2009)
- Stitch! (2008–2009)
- Chaos;Head (2008)
- Hadžime no ippo: New Challenger (2009)
- Rideback (2009)
- Sóten kóro (2009)
- Needless (2009)
- Kobato. (2009–2010)
- Aoi bungaku Series (2009)
- Stitch! Itazura eirian no daibóken (2009–2010)
- Rainbow: niša rokubó no šičinin (2010)
- Jodžóhan šinwa taikei (2010)
- Gakuen mokuširoku Highschool of the Dead (2010)
- Iron Man (2010) – součást minisérie Marvel Anime

#### 2011–2020
- Wolverine (2011) – součást minisérie Marvel Anime
- X-Men (2011) – součást minisérie Marvel Anime
- Tobaku mokuširoku Kaidži (2011)
- Blade (2011) – součást minisérie Marvel Anime
- Hunter × Hunter (2011–2014)
- Čihajafuru (2011–2012)
- Oda Nobuna no jabó (2012) – v koprodukci se studiem Gokumi
- Btooom! (2012)
- Čihajafuru 2 (2013)
- Photo Kano (2013)
- Kami-sama no inai ničijóbi (2013)
- Hadžime no ippo: Rising (2013–2014) – v koprodukci se studiem MAPPA
- Daija no Ace (2013–2016) – v koprodukci se studiem Production I.G
- Mahó sensó (2014)
- Mahóka kókó no rettósei (2014)
- No Game No Life (2014)
- Hanajamata (2014)
- Kiseidžú: Sei no kakuricu (2014–2015)
- Death Parade (2015)
- Ore monogatari!! (2015)
- Overlord (2015–2018)
- One Punch Man (2015)
- Prince of Stride: Alternative (2016)
- Nedžimaki seirei senki: Tenkjó no Alderamin (2016)
- All Out!! (2016–2017) – v koprodukci se studiem TMS Entertainment
- ACCA: 13-ku kansacu-ha (2017)
- Sora jori mo tói bašo (2018)
- Cardcptor Sakura: Clear Card-hen (2018)
- Wakaokami wa šógakusei! (2018)
- Čúkan kanriroku Tonegawa (2018)
- Boogiepop wa warawanai (2019)
- Daija no Ace: Act II (2019–2020)
- Šómecu toši (2019)
- No Guns Life (2019–2020)
- Čihajafuru 3 (2019–2020)

#### 2021–dosud
- Kjúkecuki sugu šinu (2021)

### Filmy

#### 1981–2000
- Unico (1981)
- Nacu e no tobira (1981)
- Haguregumo (1982)
- Genma taisen (1983)
- Unico: Mahó no šima e (1983)
- Hadaši no Gen (1983)
- SF šinseki Lensman (1984)
- Booby ni kubittake (1985)
- Kamui no ken (1985)
- Hadaši no Gen 2 (1986)
- Hi no tori: Hóó-hen (1986)
- Toki no tabibito (1986)
- Grimm dówa: Kin no tori (1987)
- Jódžó toši (1987)
- Manie-Manie: Meikjú monogatari (1987)
- Gokiburitači no tasogare (1987)
- Ginga eijú densecu: Waga juku wa hoši no taikai (1988) – v koprodukci se studiem Artland
- Kaze no na wa Amnesia (1990)
- Urusei jacura: Icudatte My Darling (1991)
- Džúbei ninpúčó (1993)
- Anne no nikki (1995)
- Memories
- X (1996)
- Perfect Blue (1997)
- Clover (1999)
- Cardcaptor Sakura Movie 2: The Sealed Card (2000)

#### 2001–2010
- Vampire Hunter D: Bloodlust (2001)
- Metropolis (2001)
- Sennen džojú (2001)
- Gekidžóban Di Gi Charat: Hoši no tabi (2001)
- WXIII Kidó keisacu Patlabor (2002)
- Hadžime no ippo: Champion Road (2003)
- Nasu: Andalusia no nacu (2003)
- Tokyo Godfathers (2003)
- Toki o kakeru šódžo (2006)
- Paprika (2006)
- Cinnamon the Movie (2007)
- Highlander: The Search for Vengeance (2007)
- Piano no mori (2007)
- Hells (2008)
- Batman: Gothamský rytíř (2008) – v koprodukci se studii Studio 4°C, Bee Train Production a Production I.G
- Summer Wars (2009)
- Maimai Šinko to sennen no mahó (2009)
- Redline (2009)
- Kouzelné pírko (2009)
- Trigun: Badlands Rumble (2010)

#### 2011–dosud
- The Tibetan Dog (2011)
- Toaru hikúši e no cuioku (2011) – v koprodukci se studiem TMS Entertainment
- Gekidžóban Hunter × Hunter: Hiiro no gen'ei (2013)
- Death Billiards (2013)
- Gekidžóban Hunter × Hunter: The Last Mission (2013)
- No Game, No Life Zero (2017)
- Kimi no koe o todoketai (2017)
- Gekidžóban Wakaokami wa šógakusei! (2018) – v koprodukci se studiem DLE

### OVA
- Space Pirate Captain Herlock: The Endless Odyssey (2002–2003)

### Ostatní
- X-Men: Evolution (2000) – seriál z americké produkce